# David Herold
David Edgar Herold (Maryland, 16 giugno 1842 – Washington, 7 luglio 1865) è stato un criminale statunitense.
Complice di John Wilkes Booth nell'assassinio di Abraham Lincoln il 14 aprile 1865, fu condannato a morte e impiccato assieme ad altri tre cospiratori presso Fort McNair a Washington.

## Biografia
David E. Herold nacque in Maryland, sesto di dieci (o undici) figli di Adam George Herold e Mary Ann Porter. Adam e Mary si sposarono il 9 novembre 1828 a Washington. Suo padre fu capoufficio del magazzino navale presso il cantiere navale di Washington per oltre vent'anni. David frequentò il Gonzaga College High School, il Georgetown College, la Charlotte Hall Military Academy e la Rittenhouse Academy. Nel 1860 Herold si diploma in farmacia al Georgetown College. Lavorò come assistente farmacista e come impiegato per un medico a Washington. Conobbe John Surratt alla Charlotte Hall Military Academy alla fine anni 50. Alcuni anni dopo, nel dicembre 1864, Surratt lo presentò a Booth.
Al tempo, Herold era impiegato a Brooklyn, presso Francis Tumblety, un medico ciarlatano che sarebbe stato arrestato a Saint Louis nel Missouri dopo l'assassinio ma rilasciato poco dopo per insufficienza di prove. Anni dopo Tumblety finì anche nella lista dei sospettati nel caso di Jack lo squartatore.

## La cospirazione
Herold si aggregò al gruppo di cospiratori di Booth nel 1864. L'obiettivo iniziale era quello di rapire Lincoln. Il piano subì varie modifiche e Booth decise infine di assassinare Lincoln, il vicepresidente Andrew Johnson, e il segretario di stato William H. Seward nella speranza di aiutare la causa confederata. Al contrario degli altri, Herold non agì per fini ideologici, ma spinto da un profondo odio per Lincoln.
La notte del 14 aprile 1865, Herold accompagnò Lewis Powell a casa di Seward. Powell fece irruzione nell'abitazione e aggredì il segretario di stato, ferendolo gravemente. Durante l'aggressione altri componenti della famiglia di Seward furono feriti. Successivamente Herold che scappò, lasciando Powell da solo e si ricongiunse con Booth appena fuori Washington. Si recarono assieme a Surrattsville (ora Clinton) nel Maryland dove presero le armi che Mary Surratt. Un altro cospiratore, George Atzerodt, avrebbe dovuto assassinare il vice presidente Andrew Johnson, ma non trovò il coraggio di farlo.
Poco dopo, verso le 22:30, John Wilkes Booth sparò a Lincoln e, durante la fuga dal teatro, si ferì ad una gamba. Booth attraversò il Navy Yard Bridge e fuggì nel Maryland. David Herold attraversò lo stesso ponte poco meno di un'ora dopo e si ricongiunse con Booth. Procedettero verso casa del dottor Samuel Mudd che curò la gamba di Booth. Herold rimase fedele a Booth e lo aiutò nella sua fuga fino al momento della cattura.
Booth e Herold furono raggiunti il 26 aprile dai soldati del 16º cavalleria di New York presso la fattoria della famiglia Garrett dove si nascondevano dal 24 aprile. I due cospiratori erano barricati all'interno di un fienile, circondati dalle truppe unioniste. Herold si arrese, ma Booth si rifiutò di uscire. I soldati appiccarono il fuoco al fienile e Booth si affrettò a raggiungere l'uscita sul retro, brandendo un fucile ed una pistola. Il sergente Boston Corbett sparò a Booth il quale morì poche ore dopo.

## Il processo

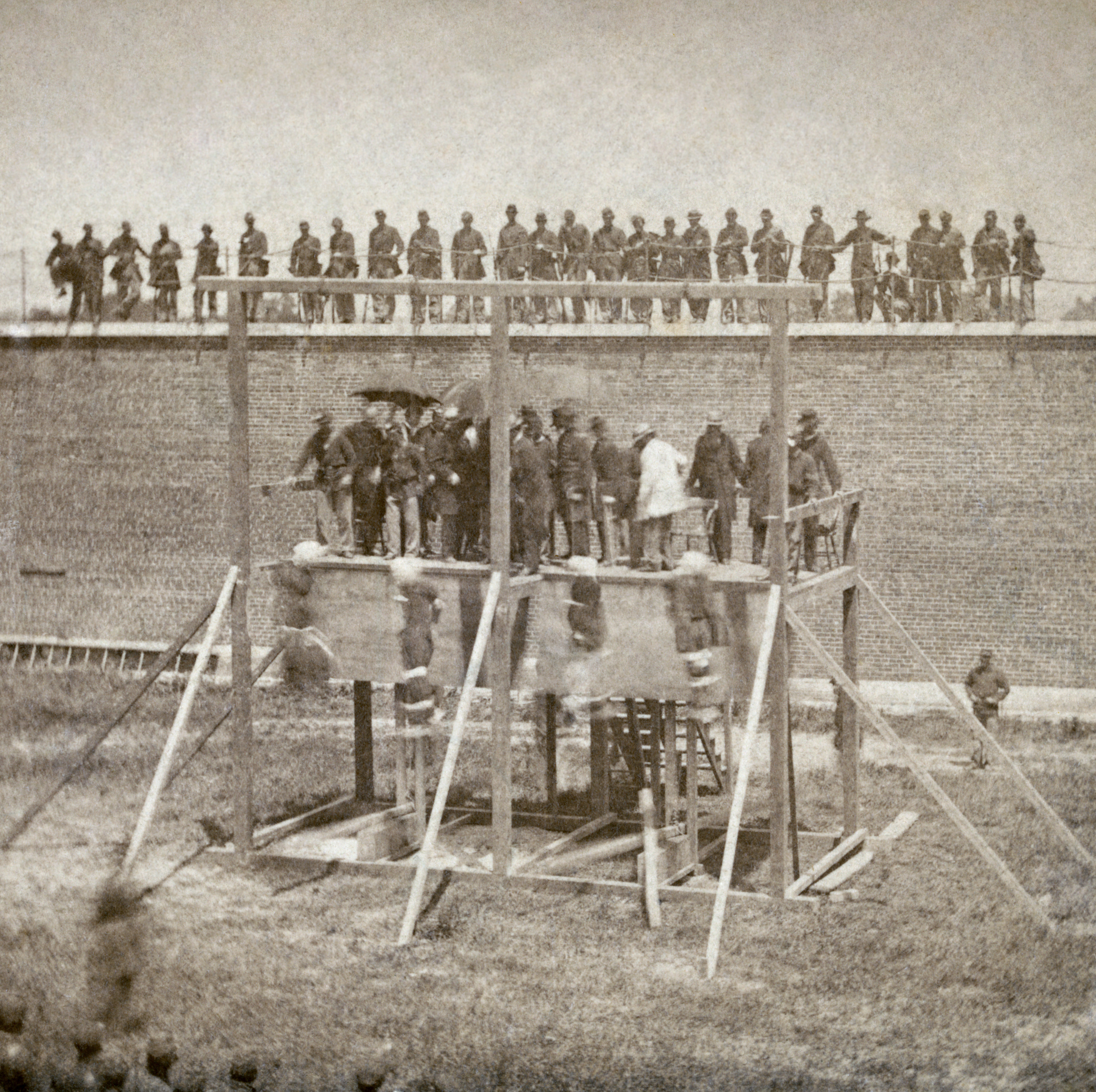
Esecuzione di Mary Surratt, Lewis Powell, David Herold, e George Atzerodt il 7 luglio 1865 presso Fort McNair a Washington, D.C.

Herold fu giudicato da un tribunale militare. Poiché aveva già ammesso il suo coinvolgimento nella congiura, l'unica difesa che l'avvocato Frederick Stone fu in grado di opporre fu che Herold era un individuo plagiabile e agì sotto l'influenza della personalità di Booth. Herold fu imprigionato e condannato a morte. Fu impiccato a Fort McNair il 7 luglio 1865. I suoi resti furono sotterrati nel suolo del penitenziario.
Il 15 febbraio 1869, la madre di David e cinque sorelle diedero sepoltura ai suoi resti nel Congressional Cemetery a Washington in una tomba senza nome, a fianco a quella del padre Adam. La lapide a ricordo di David Herold ora presente fu posta nel luglio 1917.